# Szachtar Dołżańsk
Szachtar Dołżańsk (ukr. Футбольний клуб «Шахтар» Довжанськ, Futbolnyj Kłub „Szachtar” Dowżanśk) – ukraiński klub piłkarski z siedzibą w Dołżańsku, w obwodzie ługańskim. Założony w roku 1939.
Występuje w rozgrywkach ukraińskiej Amatorskiej ligi. 

## Historia
Chronologia nazw:
- 1939—1959: Szachtar Swerdłowśk (ukr. «Шахтар» Свердловськ)
- 1960—1966: Awanhard Swerdłowśk (ukr. «Авангард» Свердловськ)
- 1967—2014: Szachtar Swerdłowśk (ukr. «Шахтар» Свердловськ)
- 2016—...: Szachtar Dołżańsk (ukr. «Шахтар» Довжанськ)

Drużyna piłkarska Szachtar Swerdłowśk została założona w roku 1939 i reprezentowała kopalnię węgla. Wiosną tamtego roku startowała w rozgrywkach Mistrzostw obwodu woroszyłowgradskiego. W latach 1958–1959 występował w rozgrywkach Mistrzostw Ukraińskiej SRR.
W roku 1960 zmienił nazwę na Awanhard Swerdłowśk i występował w rozgrywkach tego towarzystwa „Awanhard”. W roku 1961 został mistrzem obwodu ługańskiego.
Od 1967 klub powrócił do nazwy Szachtar Swerdłowśk. W latach 1968–1970 uczestniczył w rozrywkach klasy B Mistrzostw ZSRR. Później w latach 1971–1991 występował w rozgrywkach Mistrzostw Ukraińskiej SRR spośród drużyn kultury fizycznej. W latach 1971 i 1982 klub zdobył mistrzostwa obwodu woroszyłowgradskiego, a w 1985 — Puchar obwodu woroszyłowgradskiego.
Od początku rozrywek w niezależnej Ukrainie klub występował w rozgrywkach mistrzostw Ukrainy spośród zespołów amatorskich. W 1994 roku zajął drugie miejsce co pozwoliło w sezonie 1994/95 występować w rozgrywkach Drugiej Lihi. Jednak w kwietniu 1995 roku po 25. kolejce klub z powodu problemów finansowych zrezygnował z rozgrywek i został pozbawiony statusu profesjonalnego.
Klub występował w rozgrywkach mistrzostw obwodu ługańskiego. W 1998 klub został 4-krotnym mistrzem obwodu ługańskiego. W latach 2002, 2005 i 2006 ponownie zdobył mistrzostwa obwodu ługańskiego. 
W roku 2003 klub uczestniczył też w rozgrywkach mistrzostw Ukrainy spośród zespołów amatorskich, gdzie zajął 3 miejsce. W następnym podejściu w 2006 roku klub zdobył złoto Mistrzostw Ukrainy spośród zespołów amatorskich co premiowało awansem do Drugiej Lihi.
W 2007 roku klub ponownie otrzymał status profesjonalny i od sezonu 2007/08 występuje w Drugiej Lidze.
W maju 2016 w związku ze zmianą nazwy miasta na Dołżańsk, zmienił nazwę na Szachtar Dołżańsk.

## Sukcesy
- 5. miejsce w Pierwszej Lidze (1 x):

2007/08

## Inne
- Zoria Ługańsk